# تصفيات كأس العالم 1970
شارك ما مجموعه 75 فريقًا في تصفيات المؤهلة لكأس العالم 1970، حيث تنافسوا على إجمالي 16 مركزًا في البطولة النهائية. تأهلت المكسيك المُضيفة وحاملة اللقب إنجلترا تلقائيًا، تاركة 14 مركزًا مفتوحًا للمنافسة.